# Tectasquilla
Tectasquilla is een geslacht van kreeftachtigen uit de klasse van de Malacostraca (Hogere kreeftachtigen).

## Soort
- Tectasquilla lutzae Adkison & Hopkins, 1984